# Transaldolaza
Transaldolaza (EC 2.2.1.2, dihidroksiacetontransferaza, dihidroksiacetonska sintaza, formaldehidna transketolaza) je enzim sa sistematskim imenom sedoheptuloza-7-fosfat:D-gliceraldehid-3-fosfat glicerontransferaza. Ovaj enzim katalizuje sledeću hemijsku reakciju
sedoheptuloza 7-fosfat + D-gliceraldehid 3-fosfat {\displaystyle \rightleftharpoons } D-eritroza 4-fosfat + D-fruktoza 6-fosfat

## Spoljašnje veze
- Transaldolase на 